# Lonely Boy
Singles de The Black Keys
Howlin' for You
(2011) Gold on the Ceiling
(2012)
Lonely Boy est une chanson du groupe de rock américain The Black Keys, premier single extrait de l'album El Camino. Le single est sorti le 26 octobre 2011 sur le label Nonesuch Records.
Elle a été reprise par l'australien Matt Corby en 2012. Cette version est remixée par The Avener en 2015 sur son premier album avec Jérôme Richelme à la guitare.

## Liste des pistes
Toutes les chansons sont écrites et composées par Dan Auerbach, Patrick Carney & Brian Burton.
| No | Titre          | Durée |
| -- | -------------- | ----- |
| 1. | Lonely Boy     | 3:13  |
| 2. | Run Right Back | 3:17  |

## Classement par pays
| Classement (2011)                                | Meilleure position |
| ------------------------------------------------ | ------------------ |
| Belgique (Flandre Ultratop 50 Singles)           | 13                 |
| Canada (Hot 100)                                 | 33                 |
| Canada Alternative Rock (America's Music Charts) | 1                  |
| France (SNEP)                                    | 88                 |
| Pays-Bas (Single Top 100)                        | 80                 |
| États-Unis (Hot 100)                             | 64                 |
| États-Unis (Alternative Songs),                  | 1                  |
| États-Unis (Rock Songs),                         | 1                  |
| Royaume-Uni (UK Singles Chart)                   | 80                 |
| Classement (2012)                                | Meilleure position |
| Australie (ARIA)                                 | 2                  |
| Canada Active Rock (America's Music Charts)      | 1                  |
| Irlande (IRMA)                                   | 44                 |
| Nouvelle-Zélande (RMNZ)                          | 7                  |

## Crédits et personnels
- Dan Auerbach – guitare, chanteur, keyboards
- Patrick Carney – drums, percussion, keyboards
- Danger Mouse – production, keyboards

Additional personnel:
- Leisa Hans – backing vocals
- Heather Rigdon – backing vocals
- Ashley Wilcoxson – backing vocals

## Utilisation
Elle est la chanson officielle du festival lycéen d'Aquitaine « Les Didascalies ».
Et plus récemment , elle est utilisée dans la publicité de la Volkswagen polo